# Шукра
Шу́кра (санскр. शुक्र, IAST: Śukra «ясный, чистый, белый») или Шукрача́рья (санскр. शुक्राचार्य) — Наваграха, сын Бхригу в индуизме, наставник дайтьев и гуру асуров, владеющий знанием о воскрешении мертвых. Согласно разным источникам, ваханой (санскр. - ездовым животным) Шукры являются верблюд, лошадь или крокодил. В своих руках он держит трость, чётки и цветок лотоса, а иногда — лук со стрелами.
С Шукрой ассоциируется и отождествляется ведийский риши Ушанас. В индийской астрологии, Шукра связывается с планетой Венерой, одной из Наваграх (девяти небесных тел). Шукра - управитель дня пятницы (четвергом управляет Брихаспати или Гуру  - "конкурент" Шукры и день называется "Гурувар").

## В мифологии

### Образ
В индуистской мифологии Шукра — сын великого мудреца Бхригу, часто одного из саптариши, а также сына Брахмы. Он — гуру дайтьев или асуров, а также упоминается как Шукрачарья или Асурачарья в различных индуистских текстах. Он назвал храм Веллисварар в Майлапоре в честь благословения Тримурти, чтобы отметить конец долгого периода слепоты. В другом сюжете, описанном в "Махабхарате", Шукра разделился на две сущности-ипостаси, одна стала гуру для дэвов (богов), а другая стала гуру для асуров (демонов).
Шукра в Пуранах получил от бога Шивы Сандживни Видхью. Сандживни Видхья — это мантра, возвращающая мёртвых к жизни, которую Шукра время от времени использовал и возвращал к жизни своих учеников-асуров. Позже это знание пытались узнать дэвы, и в конечном итоге почти узнали благодаря Каче, но тот был проклят и не смог воспользоваться мантрой.
Матерью Шукры была Кавьямата, а женами - богини Урьясвати, Джаянти и Шатапарва. Иногда Урьясвати и Джаянти отождествлялись. Джаянти и Урьясвати стали матерями множества сыновей и дочерей от Шукры, в том числе царицы Деваяни. Шатапарва была бездетной.
В «Махабхарате» Шукрачарья упоминается как один из наставников Бхишмы, обучавший его политологии и другим наукам в юности.

### В мифах

#### Жена и потомки
Прежде чем Шукра узнал мантру, возвращающую мёртвых к жизни, Индра послал свою дочь Джаянти, чтобы помешать аскетизму Шукры. Но Джаянти не вмешивалась в аскетизм риши. Вместо этого она послушно служила Шукре тысячу лет. По прошествии тысячи лет Шукрачарья получил мантру Сандживни Видхья. В этот момент он осознал присутствие девушки, которая верно сопровождала его в подвижничестве. Чтобы её отблагодарить, Шукра обратился к Джаянти с просьбой, и она пообещала выполнить её. Шукра попросил у Джаянти позволить ему  жениться на ней и прожить вместе десять лет. От этого брака родилась Деваяни.

#### Кача и Деваяни
Мантра воскрешения мёртвых стала известна Шукре, и если кто-то из асуров умирал, Шукра возвращал его к жизни. В то время Брихаспати не мог оживлять павших, так что умерший бог не мог быть возвращен к жизни. Чтобы узнать Сандживни Видхью, он послал своего сына по имени Кача. Кача должен стать учеником Шукры и служить ему тысячу лет с целью приобретения знания мантры Сандживни Видхья. Кача немедленно отправился к Шукре и умоляет его сделать его учеником. Шукрачарья с радостью принял предложение Качи. Кроме того, чтобы не вызвать подозрений Кача никогда не упоминает Сандживни Видхью. Деваяни, дочь Шукры, влюбилась в Качу.
Сотни лет Кача преданно служил Шукре. Но асуры ненавидят Качу и планируют убить, потому что знают, что Кача — сын Брихаспати, их врага. Однажды великаны убили Качу в лесу. Его тело сожгли дотла, а затем пепел смешали с едой. Затем пищу подали Шукре. Вечером Деваяни беспокоится из-за отсутствия Качи. Шукра благодаря своим экстрасенсорным способностям узнал, что произошло. Он говорит Деваяни, что Кача находится в его желудке, и если Качу оживить, то чтобы освободить придётся порвать желудок Шукры, и это приведёт к его смерти. Поэтому предстоит решить, кто будет жить. Деваяни хотела, чтобы они оба остались в живых, поэтому она попросила Шукру оживить Качу в его животе и научить его мантре Сандживни Видхья. После того, как это сделали, Кача разорвал желудок Шукры. Шукра умер, но при помощи мантры его сразу воскресил Кача.

#### Свёкор Яяти
Царь Яяти, сын Нахушы из Лунной Династии, сделал предложение Деваяни, дочери Шукрачарьи. Брак был одобрен Шукрой. Однако Шукра пообещал проклясть Яяти, если выяснится, что у него параллельно этому был роман с Шармиштхой, служанкой Деваяни. Поэтому Яяти пообещал Шукре и Деваяни, что не женится на  Шармиштхе. Однако Яяти нарушил своё обещание после того, как Деваяни родила от него двоих сыновей. Шармиштха даже родила от Яяти троих сыновей. После того, как Шукра узнал об этом, он проклял Яяти состариться в молодом возрасте. Яяти умолял снять проклятие, но Шукрачарья не стал этого делать. Поскольку он всё ещё испытывал сострадание к своему зятю, он разрешил ему обменяться молодостью с одним из его сыновей, но только добровольно. Только один из пяти сыновей Яяти был готов согласиться нести проклятие, а именно - младший, Пуру. Яяти снова наслаждается своей молодостью, в то время как Пуру живёт со старостью своего отца. По прошествии тысячи лет Яяти соглашается вернуть молодость сыну и забрать свою старость назад, и отдаёт сыну трон.

## Шукра как планета
Шукра как планета появляется в различных индуистских астрономических текстах на санскрите, таких как «Арьябхатья»  (V век)   Арьябхатты, «Ромака»  Латадевы (VI век) и «Панча-сиддхантика» Варахамихиры, «Хандакхадьяка»  Брахмагупты (VII  век) и «Шишядхивриддида" Лаллы   (VIII век) . Эти тексты представляют Шукру как одну из планет (Венеру) и оценивают её движение.
Другие тексты, такие как "Сурья Сиддханта", датированные периодом между V и X веками, описывают другие планеты и их божеств.
Рукописи этих текстов существуют в разных версиях, по-разному представляющих движение Шукры в небе, но различаются по своим данным, предполагается, что текст изменялся по мере получения новых научных  данных о планете.
Индуистские ученые первого тысячелетия нашей эры оценили время, необходимое для звездных оборотов каждой планеты, включая Шукру, на основе своих астрономических исследований со следующими результатами:
| Источники | Источники          | Время оборота                             |
| Индийские | Сурья Сиддханта    | 224 дней, 16 часов, 45 минут, 56.2 секунд |
| Индийские | Сиддханта Широмани | 224 дней, 16 часов, 45 минут, 1.9 секунд  |
| Прочие    | Птолемей           | 224 дней, 16 часов, 51 минут, 56.8 секунд |
| Прочие    | Современные данные | 224 дней, 16 часов, 49 минут, 8.0 секунд  |

## В календаре и астрологии
Джйотиша - индуистская астрология, связанная с концепцией двадцати восьми   Накшатр (созвездий), Наваграх. В будний день Шукравара  (досл. санскр. "Шукра" и "вара" - "окрашенный  (энергией этого дэва") в индуистском календаре или пятница связан с Шукрой. Шукравара встречается в большинстве индийских языков, а Шукра управляет планетой Венера в индуистской астрологии.
Английское слово «Friday» и  другие названия пятницы на европейских языках  в греко-римском и других индоевропейских календарях также связано с планетой Венерой. Шукра является Наваграхи в индуистской зодиакальной системе. Понятие Наваграх развивалась на основе ранних работ астрологии с течением времени. Обожествление планетных тел и их астрологического значения произошло ещё в ведический период и было записано в Ведах. Классические планеты, включая Венеру, упоминаются в Атхарваведе, написанной до 1000 г. до н. э. Планета Венера была обожествлена и в Пуранах, где упоминается как "Шукра" (санскр. - "семя").